# Etzelsbach (Wüstung)

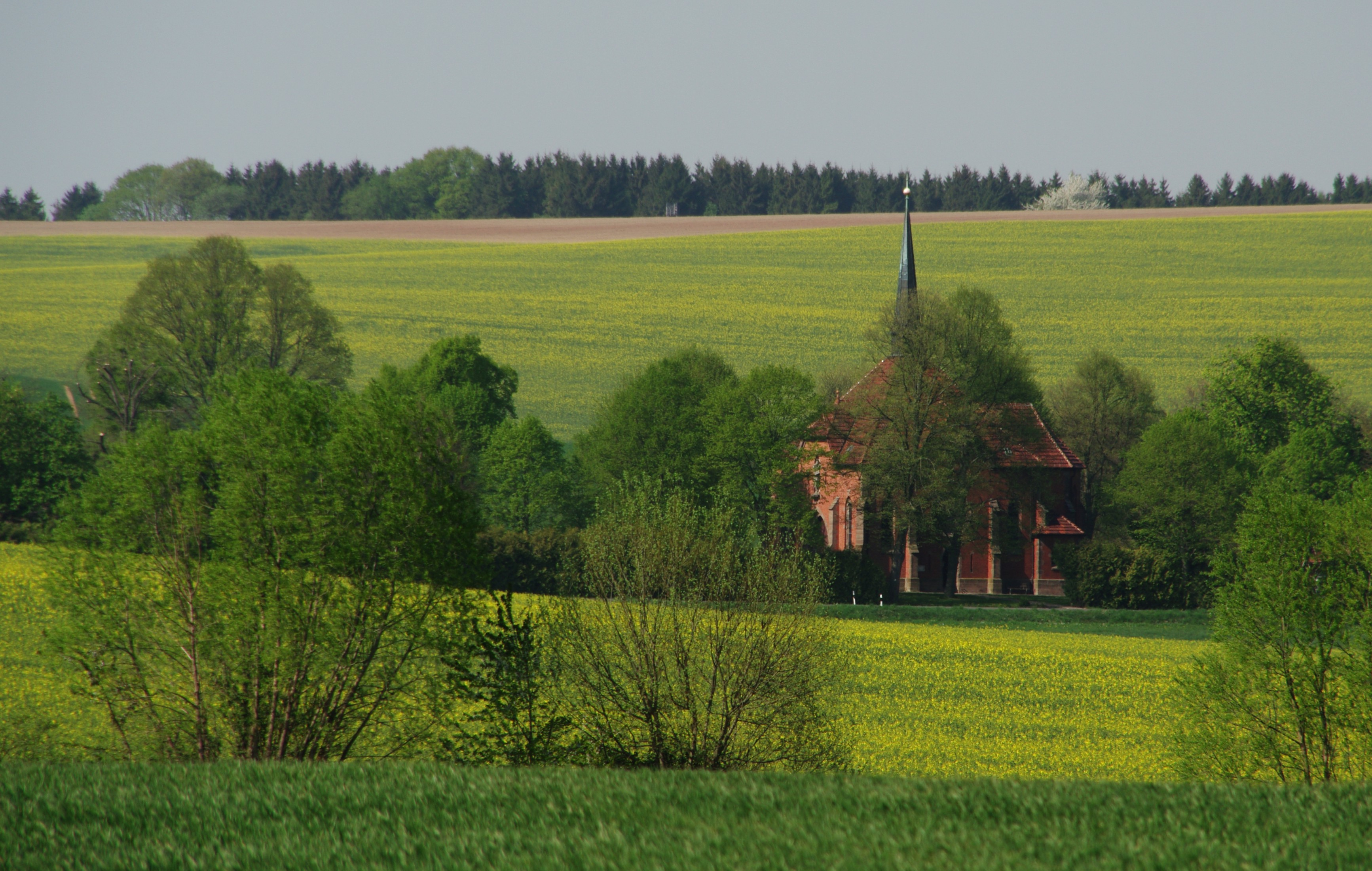
Blick über die Wallfahrtskapelle Etzelsbach

Etzelsbach ist eine Wüstung in der Gemarkung der Gemeinde Steinbach im Landkreis Eichsfeld in Thüringen.

## Lage
Die Wüstung liegt ungefähr einen Kilometer östlich von Steinbach in einem Wiesental an der Landesstraße L 2018 nach Breitenbach. Heute steht am gleichen Ort die Wallfahrtskapelle Etzelsbach. In unmittelbarer Nähe befindet sich die Quelle des Etzelsbaches, nachdem der Ort vermutlich benannt wurde. Der Bach mündet in Wingerode in die Leine.

## Geschichte der Siedlung
Der Name wird vermutlich vom althochdeutschen agaza für Elster abgeleitet, also einem Ort, wo viele Elstern vorkommen. Eine Herleitung vom sagenhaften Hunnenkönig Etzel ist nicht nachweisbar. Wann Etzelsbach als Siedlung gegründet wurde, ist nicht bekannt. Vermutlich bereits im 15. Jahrhundert muss der Ort von den Bewohnern aufgegeben worden sein, nur die Kirche blieb erhalten. Schriftlich erwähnt wird Etzelsbach erstmals 1525 in einem Schadensverzeichnis des Klosters Beuren, wo die Kirche und das Haus des Bruders während des Deutschen Bauernkrieges zerstört wurden. 1556 wird der Ort als Wüstung Achzelsbach bezeichnet. Ob die Kirche danach wieder aufgebaut wurde, ist nicht bekannt. Im Jahre 1801 wird von einem Neubau einer Kapelle berichtet. Die heutige Kapelle wurde in den Jahren 1897 und 1898 errichtet. Archäologische Nachweise für die mittelalterliche Besiedlung gibt es nur wenige.

## Wallfahrten
Für die Zeit vor der Zerstörung der Kirche im Bauernkrieg wird bereits eine Wallfahrt nach Etzelsbach angenommen. Unterbrechungen gab es nach dem Bauernkrieg und infolge des Dreißigjährigen Krieges. Ab Mitte des 17. Jahrhunderts wurden die Wallfahrten nach Etzelsbach wieder aufgenommen.